# Hieracium erythrocarpoides
Hieracium erythrocarpoides là một loài thực vật có hoa trong họ Cúc. Loài này được (Litv. & Zahn) Kem.-Nath. mô tả khoa học đầu tiên năm 1952.